# Sojus-Rettungsrakete

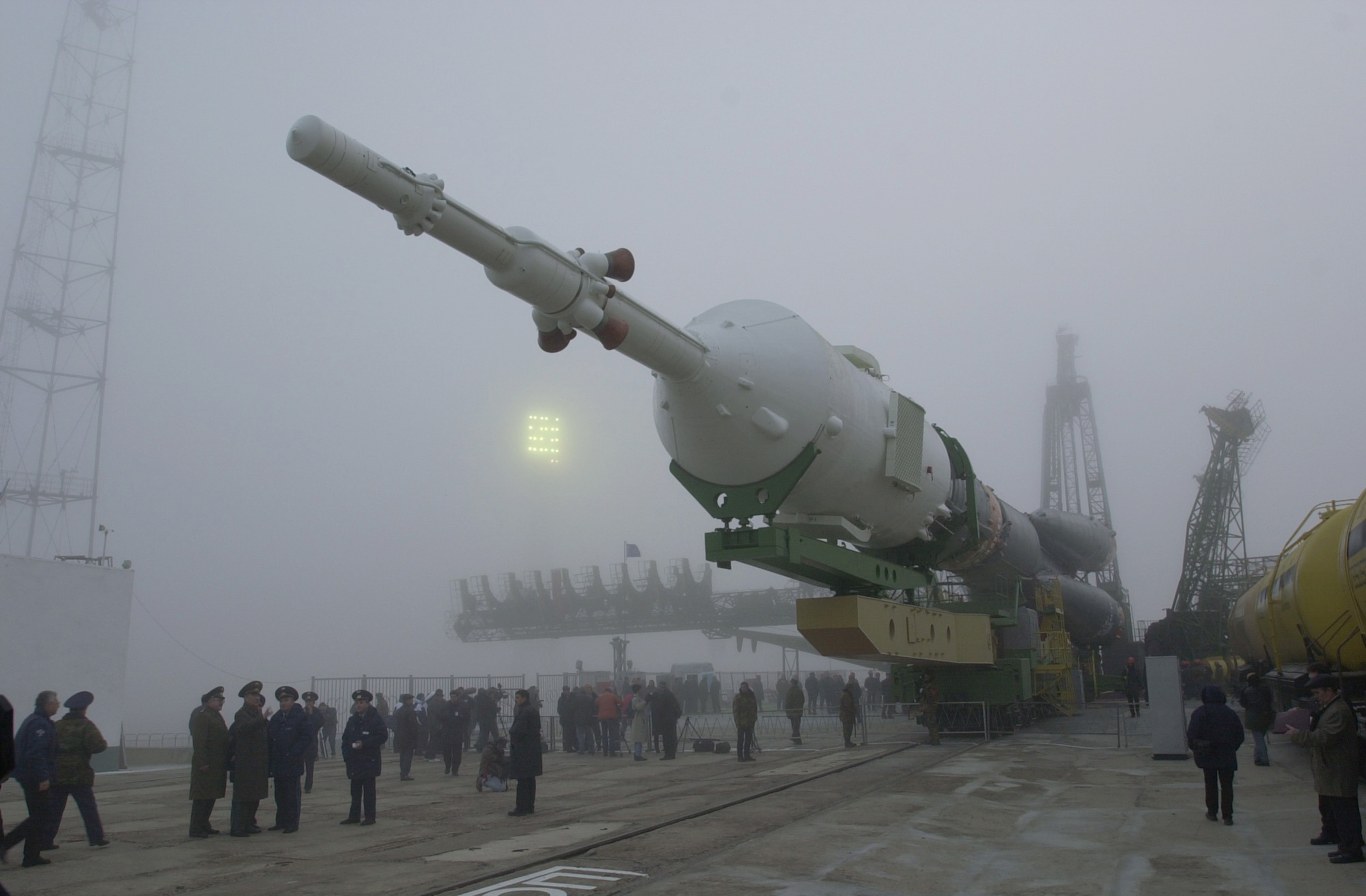
Rettungsrakete an der Spitze der Sojus-Trägerrakete

Die Sojus-Rettungsrakete (SAS; russisch система аварийного спасения, САС; deutsch Notfall-Rettungssystem) ist ein Sicherheitssystem, über das jede bemannte Sojus-Raumschiff-Raketen-Kombination verfügt. Es ermöglicht eine Rettung während der Startphase, indem es das Raumschiff mit den Kosmonauten aus der Gefahrenzone trägt.

## Konstruktion

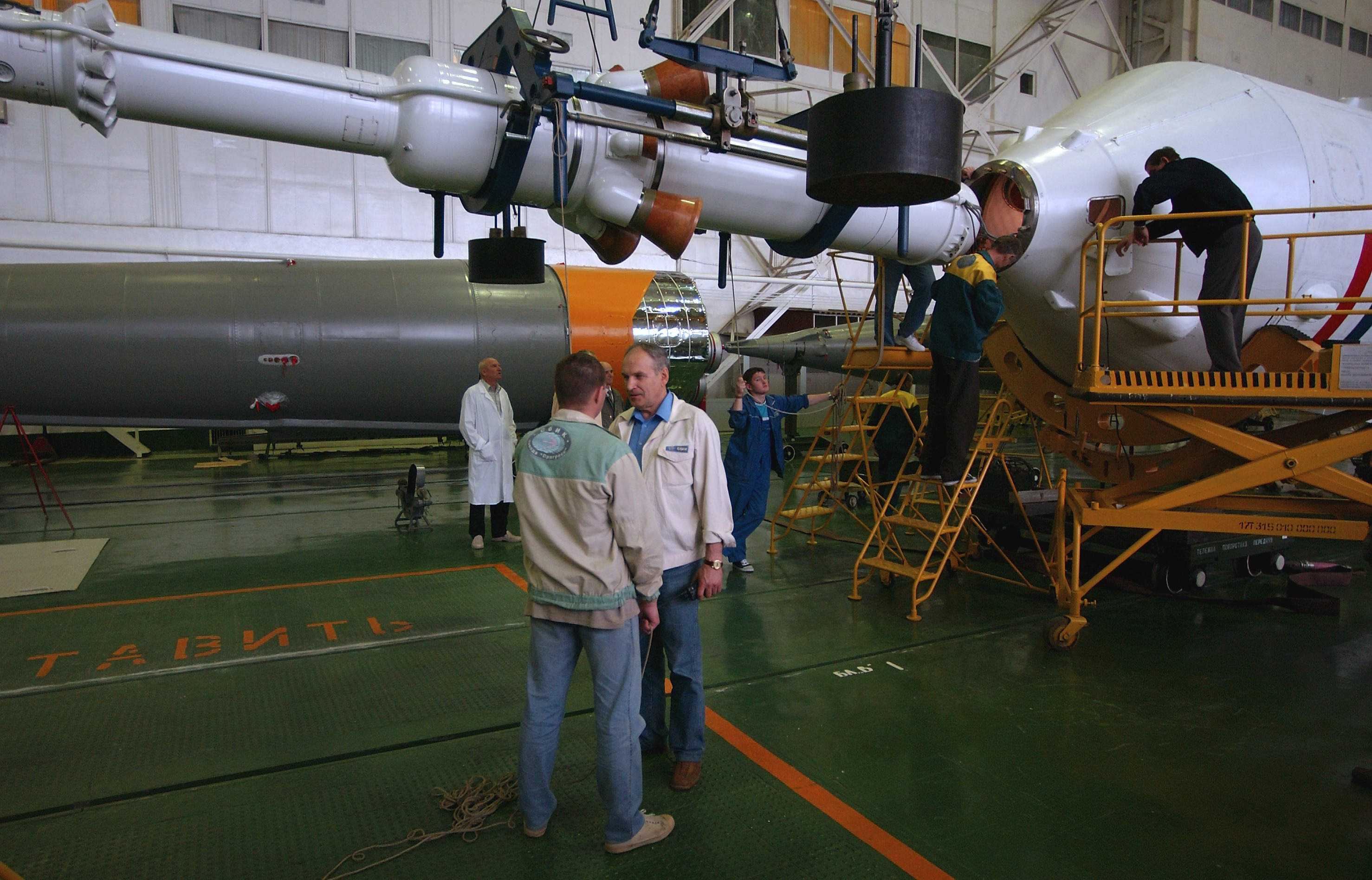
Einbau des Rettungssystems bei einer Sojus-TMA 4

Das System besteht aus einem elektronischen Überwachungssystem und einem an der Spitze der Sojus angebrachten Komplex von Feststoffraketen. Anfangs wurden Raketen mit zwölf, ab Sojus-TM ein etwa 60 kg leichteres System mit nur noch vier Düsen sowie vier zusätzlichen kleineren Düsen eingesetzt. Außer beim ersten Entwurf (11D828) kam bei der Version für Sojus-T, -TM- und -TMA noch ein zweiter Satz Raketen zum Einsatz, der bei der Zündung noch auf dem Starttisch der zusätzlichen Sicherheit und in großer Höhe als Stabilisierungsmasse diente. Dadurch konnte bei der Landung auch der Haupt- und nicht nur der Reservefallschirm des Raumschiffs verwendet werden. Das Rettungssystem wird 15 Minuten vor dem Start aktiviert.
Bei einem Fehlstart werden die Raketen gezündet und tragen das Orbital- und Landemodul mit den Kosmonauten innerhalb kürzester Zeit aus der Gefahrenzone, während das Servicemodul abgesprengt wird. Die Brenndauer der Raketen beträgt zwei bis sechs Sekunden, der Gesamtschub liegt bei etwa 800 kN. Damit beschleunigt die Rakete das Orbital- und Landemodul sowie die Nutzlastverkleidung um eine Geschwindigkeit von 50 bis 150 m/s und geht dann (bei einem Startabbruch von der Startrampe) etwa 1,5 km vom Startplatz entfernt nieder. Zu diesem System gehören auch die vier auffälligen rechteckigen Bauteile an den Seiten der Nutzlastverkleidung. Diese Gitterflossen dienen der aerodynamischen Stabilisierung. Kleine Feststoffraketen an der äußersten Spitze dienen der Trennung der Nutzlastverkleidung vom Raumschiff. Bei einem normalen Startverlauf wird das Raketensystem des Rettungssystems etwa 160 Sekunden nach dem Start abgeworfen, während das elektronische Überwachungssystem weiter aktiv bleibt und im Notfall eine automatische Landung einleitet.
| Einsatz      | interne Bezeichnung | Länge × Durchmesser | Startmasse |
| ------------ | ------------------- | ------------------- | ---------- |
| Sojus 1–11   | 11D828              | 4,2 m0 × 1,915 m    | 1475 kg    |
| Sojus 12–40  | 11D828M             | 4,2 m0 × 1,915 m    | 1580 kg    |
| Zond         |                     | 5,94 m × 1,4 m      | 2070 kg    |
| Sojus T      | 11D855              | 6,0 m0 × 1,4 m      | 1297 kg    |
| Sojus TM/TMA | 11D855M             | 6,68 m × 1,42 m     | 1975 kg    |

## Geschichte

Sojus-Startabbruch mit Aktivierung des Rettungssystems

Die Entwicklung des Systems begann 1963, einige Zeit nachdem die Entwicklung der Sojus-Rakete begonnen hatte. In den Jahren 1966 und 1967 fanden erste Tests des Rettungssystems statt. Für die Sojus-T- und Sojus-TM-Raumschiffe wurde später auch das Rettungssystem überarbeitet.
Nach einem missglückten Startversuch des zweiten Testmodells eines Sojus-A-Raumschiffes am 14. Dezember 1966 zündete das SAS ungeplant, während die Rakete noch im Startgerüst stand. Zwar wurde das Sojus-Testmodell gerettet, mindestens ein Techniker kam jedoch bei der Explosion der vollgetankten Rakete ums Leben. Siehe hierzu bei Kosmos 133.
Beim Flug von Sojus 18-1 am 5. April 1975 kam die Rettungsrakete nicht zum Einsatz, weil die Probleme erst 288 Sekunden nach dem Start auftraten und diese bereits abgesprengt war. Das elektronische Überwachungssystem des SAS trennte das Raumschiff von der dritten Stufe, separierte die Landekapsel und leitete die Landung ein. Die Besatzung war Belastungen von 20 bis 26g ausgesetzt. Die Landung fand dann in China statt.
Am 27. September 1983 explodierte eine Sojus U direkt auf dem Starttisch, das Rettungssystem rettete die Besatzung des Sojus-T-10-1-Raumschiffs nur wenige Sekunden vor der Explosion.
Der dritte erfolgreiche Einsatz des Systems fand am 11. Oktober 2018 statt, als beim Start von Sojus MS-10 eine Fehlfunktion auftrat, wodurch die zweite Stufe abgeschaltet wurde. Das Rettungssystem aktivierte sich etwa 119 s nach dem Abheben, anschließend landete das Landemodul sicher in der kasachischen Steppe.